# Ruční práce s žakárovým vzorováním
Žakárovým vzorováním se vytváří v ručně pletených, vyšívaných nebo háčkovaných textiliích zřetelně ohraničené obrazce různých tvarů. Vzorky na snímcích dole jsou všechny zhotoveny se stejným tvarem a velikostí motivů a ze stejných přízí (PAN / BW, 370 tex).

## Žakárová pletenina
se vzoruje s 2-4 i více různobarevnými přízemi. K přechodu od jedné barvy k druhé se používá tzv. technika zkřížené niti (způsobuje, že v pletenině nevzniká díra). Na lícní straně jsou viditelná jen očka v následující barvě, zatímco nit předchozí barvy se provlékne na rubní straně pleteniny.

## Vyšívání na pletenině
Výšivka se provádí zleva doprava takzvaným pletacím stehem. K vyšívání se vždy používá příze jiné barvy než je na podkladové pletenině, konce vyšívacích nití se na rubní straně sešijí. K vyšívání je nutný výkres s údajem o počtu stehů jako předloha.

## Háčkování žakárového vzoru
Háčkování žakárových vzorů se provádí stejně jako u pletenin podle výkresu. 
Motivy mají většinou geometrický tvar, háčkováním se nedá dosáhnout tak přesná výška oček jako při pletení. Při změně barvy niti se zbytek předcházející niti provlékne na rubní stranu textilie.

## Použití
Pleteniny se používají hlavně na svetry s norským nebo velkoplošným vzorem. Vyšívané a háčkované žakárové vzory se doporučují na drobnější motivy zhotovené v menším počtu.

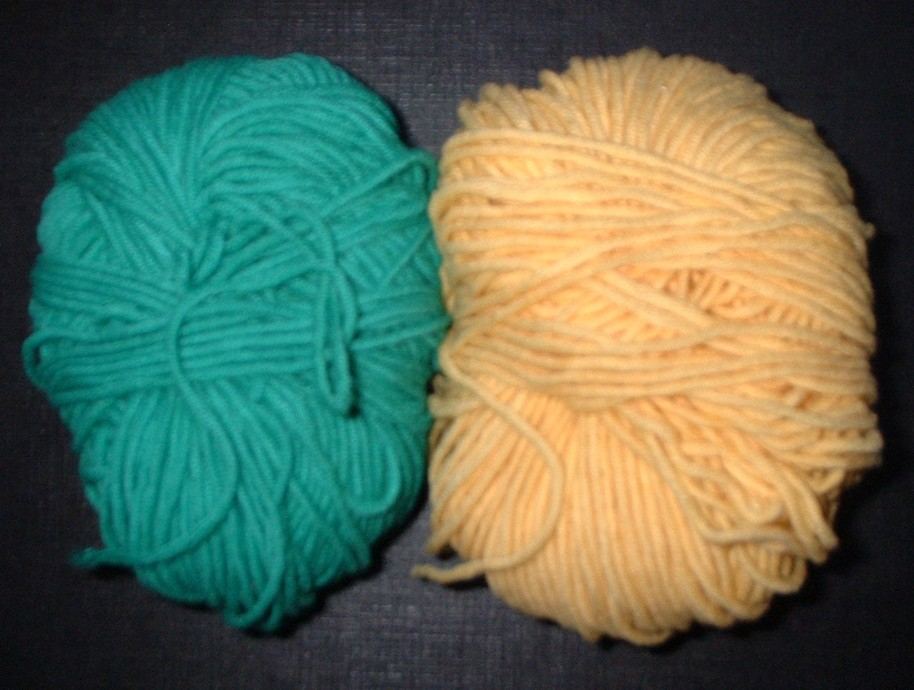
Pletací příze PAN/bavlna, 370 tex
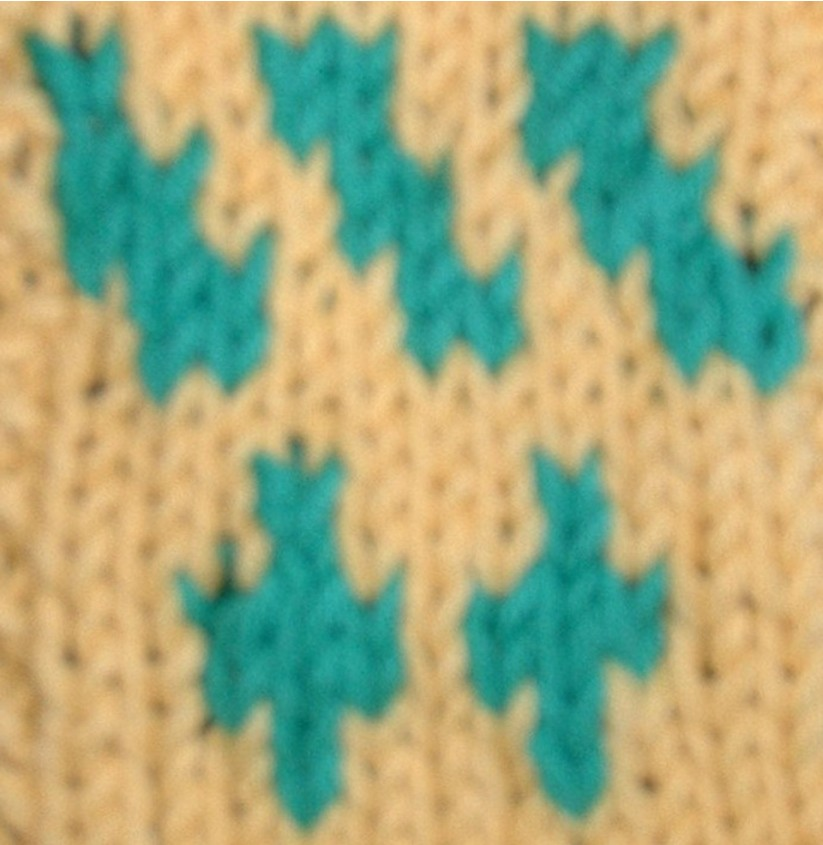
Ručně pletený žakárový vzor
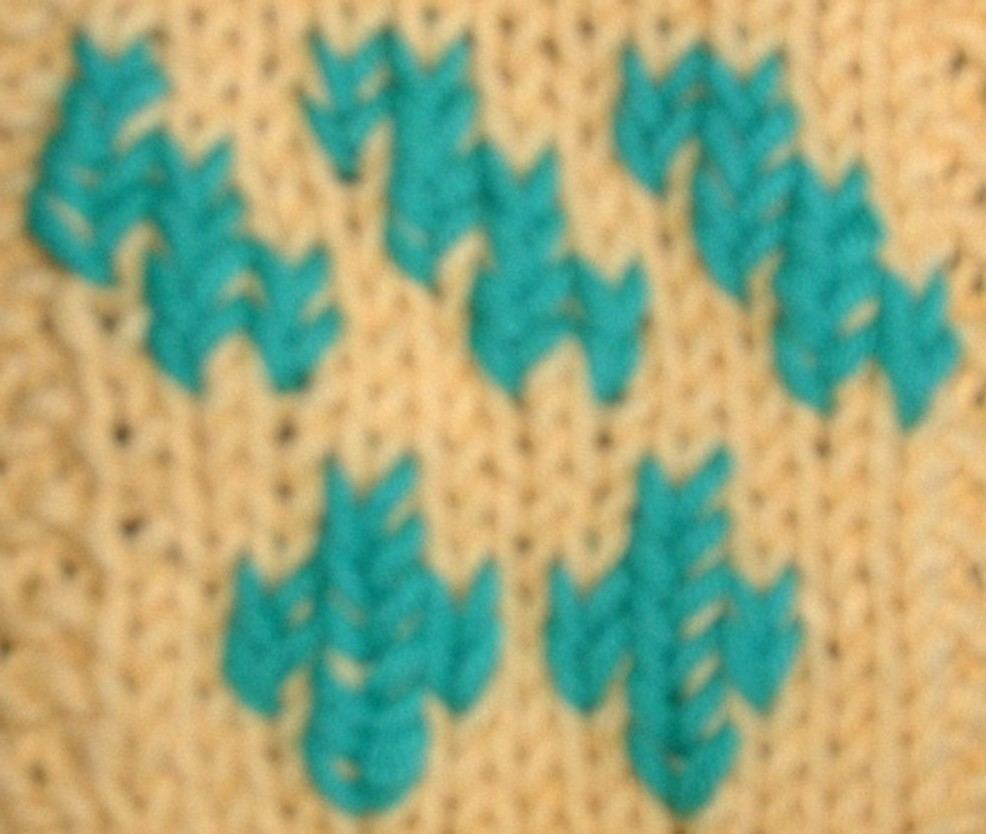
Žakárová výšivka
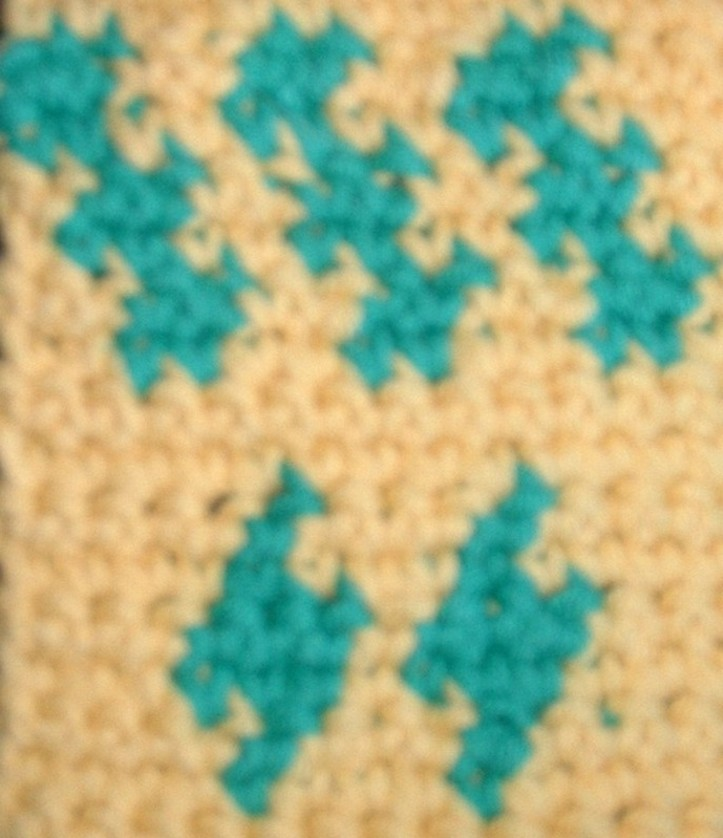
Háčkovaný žakárový vzor